# Anastasiya Petryk
Anastasiya Ihorivna Petryk, em ucraniano Анастасія Ігорівна Петрик (Odessa, 4 de maio de 2002) é uma jovem cantora ucraniana que representou seu país no Festival Eurovisão da Canção Júnior de 2012 com a canção Nebo que terminou em 1.º lugar com 138 pontos.

## Vida e carreira

### 2008-2010: Início da carreira
Seu talento foi descoberto pela primeira vez em 2008, quando, aos 6 anos de idade, ela apareceu na segunda temporada do Ukraine's Got Talent com a sua irmã mais velha Victoria Petryk, que representou a Ucrânia no Festival Eurovisão da Canção Júnior 2008, terminando em segundo lugar. Mesmo que Anastasiya só foi apoiar a irmã nos bastidores, os juízes a convidaram para cantar uma música com sua irmã Victoria. Depois de cantar I Love Rock 'N' Roll, elas foram convidadas a participar no programa juntos, alcançando as semifinais. Naquele ano, ela também ganhou o primeiro prêmio no "Moloda Halychyna" e o segundo lugar no "Black Sea Games 2009".
Em 2010, na Competição Internacional de Música Popular New Wave Júnior 2010, realizada em Artek, Ucrânia, Anastasiya ganhou o primeiro prêmio na categoria mais jovem (8-12 anos). Sua irmã Victoria ganhou na categoria dos mais velhos.

### 2012-presente: Vitória no Festival Eurovisão da Canção Júnior 2012
Em 2012, ganhou o Festival Eurovisão da Canção Júnior 2012 com a canção "Nebo". Ela atingiu novos recordes, tanto maior margem de vitória no Festival Eurovisão da Canção Júnior, com 138 pontos (com uma margem de 35 pontos - recorde que pertencia a María Isabel que em 2004 ganhou com uma margem de 31 pontos), e maior percentagem de 12 pontos, sendo dados 12 pontos em oito dos 11 países mais a um júri internacional que poderia votar nela.